# Muiterij

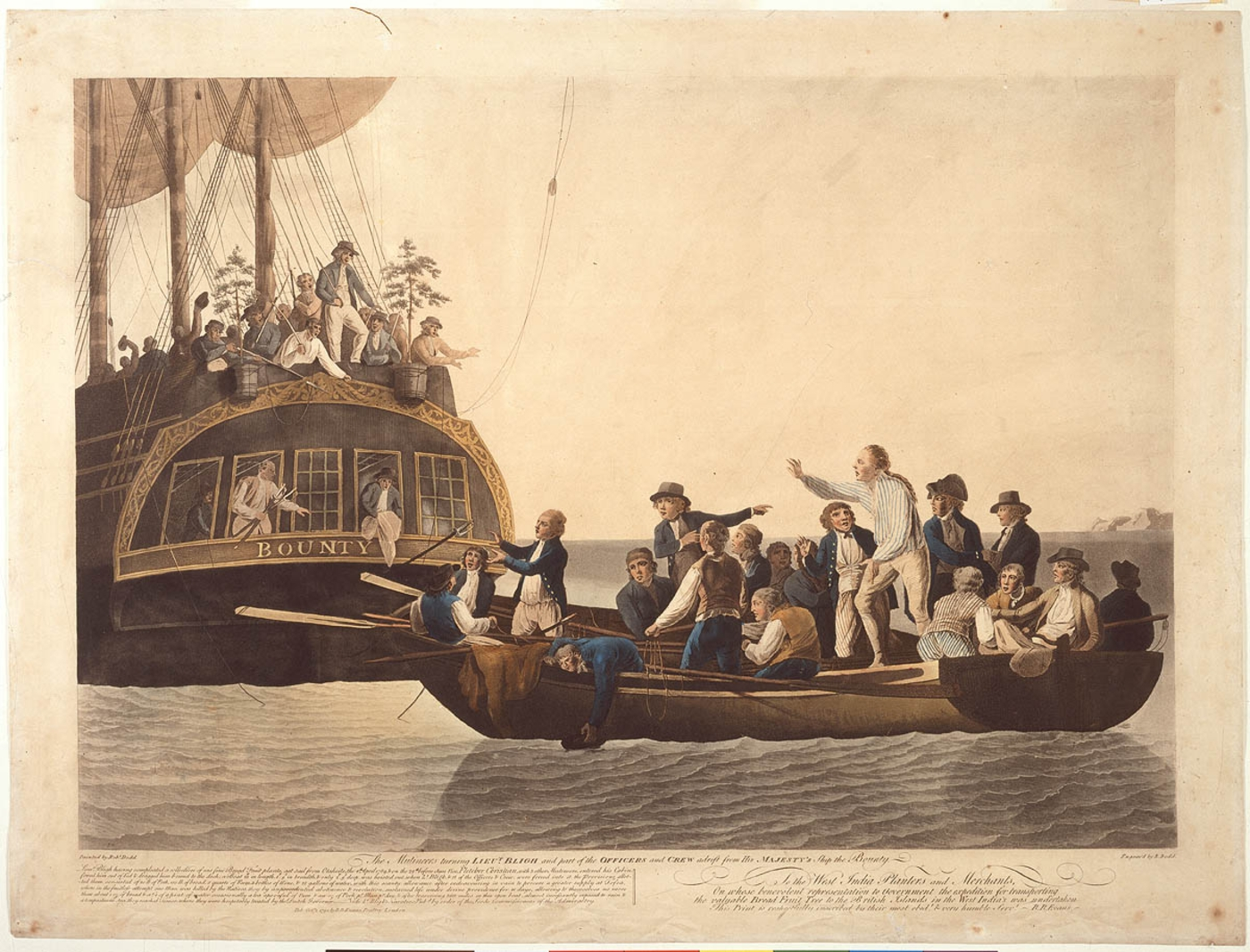
Muiterij op de Bounty

Een muiterij is een opstand van soldaten of van schepelingen. Vooral aan boord van zeilschepen in de 16e en 17e eeuw kwam muiterij regelmatig voor. Het uitblijven van betaling was voor huurlingen in deze tijd vaak een reden om aan het muiten te slaan, soms gevolgd door plundertochten door het land. De beroemdste gevallen zijn waarschijnlijk de muiterij op het Britse schip HMS Bounty (1789) en op het Russisch slagschip Potjomkin (1905), die beide zijn verfilmd. In Nederland zijn de Spaanse Furie in Antwerpen (1576), de muiterij op de Nijenburg (1763) en de Muiterij op De Zeven Provinciën (1933) het bekendst.

## Romeinse legioenen
Zie Muiterij onder de soldaten

## Ontdekkingsreizigers
Ontdekkingsreizigers kregen op hun reizen dikwijls met muiterij te maken, wegens de slechte omstandigheden aan boord en onbekendheid met het doel en het einde van de reis. Ferdinand Magellaan werd op zijn tocht rond de wereld door muiterij getroffen vlak voor hij de naar hem genoemde zeestraat ontdekte (1520), en Henry Hudson nadat hij de Hudsonbaai had ontdekt en zijn schip vastraakte in het ijs (1611).

## Columbus
Toen Columbus tijdens zijn derde reis in 1498 terugkeerde naar Hispaniola, moest hij daar afrekenen met muiterij onder de bemanningsleden die hij er bij zijn vorige reis had achtergelaten. Het lukte Columbus niet om orde op zaken stellen. De Spaanse koning stuurde een 'scheidsrechter', die Columbus gevangennam wegens wanbestuur en hem terugstuurde naar Spanje.

## Eerste Wereldoorlog
Tijdens de Eerste Wereldoorlog brak in mei 1917 muiterij uit onder het Franse leger, toen dit opdracht kreeg bij de beruchte Chemin des Dames het offensief te hervatten onder leiding van generaal Robert Nivelle waarbij in 5 dagen ruim 100.000 doden vielen. Het uitbreken van een revolutie zoals later dat jaar in Rusland zou plaatsgrijpen, kon met moeite worden voorkomen.